# Marek Łagoda
Marek Jan Łagoda (ur. 1948 w Lublinie, zm. 14 stycznia 2018) – polski specjalista w zakresie budowy i konstrukcji mostów, doktor habilitowany nauk technicznych, profesor nadzwyczajny Instytutu Badawczego Dróg i Mostów.

## Życiorys
Uczęszczał do męskiego gimnazjum im. Jana Zamoyskiego w Lublinie, gdzie zdał maturę. Był absolwentem specjalności budownictwo mostowe na Wydziale Inżynierii Lądowej Politechniki Warszawskiej z 1973. W 1982 uzyskał stopień doktora nauk technicznych na Politechnice Wrocławskiej, a w 2006 stopień doktora habilitowanego nauk technicznych na Politechnice Krakowskiej na podstawie rozprawy pt. Wzmacnianie mostów przez doklejanie elementów. Od 1974 był pracownikiem Instytutu Badawczego Dróg i Mostów gdzie przez wiele lat piastował funkcję kierownika Pracowni Konstrukcji Mostowych. Zaprojektował m.in. Most Madalińskiego w Ostrołęce zbudowany w latach 1994-1996. Od 2006 piastował także funkcję kierownika Katedry Dróg i Mostów na Wydziale Budownictwa i Architektury Politechniki Lubelskiej. Był profesorem nadzwyczajnym Katedry Dróg i Mostów Wydziału Inżynierii Budowlanej i Sanitarnej Politechniki Lubelskiej.

### Niedoszła profesura
W marcu 2018 ukazało się postanowienie Prezydenta RP z 29 stycznia 2018 nadające Markowi Łagodze tytuł naukowy profesora nauk technicznych, jednak ze względu na wcześniejszą śmierć inżyniera, w 2019 ukazała się zmiana postanowienia, anulująca nadanie tytułu ze wsteczną mocą obowiązywania, tzn. od 29 stycznia 2018.